# Göttingen
Göttingen (régebben magyarul Göttinga) város Németországban, Alsó-Szászországban.

## Története
A város két fontos kereskedelmi útvonal találkozásánál alakult ki az először 953-ban említett Gutingi nevű faluból. 1150 és 1200 között alapították ettől a falutól északnyugatra, feltehetőleg Oroszlán Henrik kezdeményezésére. 1201 és 1208 között IV. Ottó testvére, Henrik uralkodott a városban. A kereskedelmi útvonalaknak köszönhetően virágzott fel a 14–16. században, amikor a Hanza-szövetség tagja is volt.
1514. március 6-án a céhek megostromolták a városházát. Az ezt követő háború végén I. Erik herceg állította vissza a békét.
A reformáció már 1517-ben megjelent a városban, amely a Braunschweig-Lüneburgi Választófejedelemséghez tartozott.
Az 1737-ben alapított Göttingeni Egyetem hamarosan Európa egyik leglátogatottabb egyetemévé vált. 1837-ben hét professzor, az ún. göttingeni hetek tiltakozott a hannoveri király abszolút hatalma ellen. Otto von Bismarck és Gerhard Schröder itt végezte a jogot. A matematikatörténet leghíresebb alakjai közül Carl Friedrich Gauss, Bernhard Riemann, és David Hilbert is itt volt professzor. Itt tanult a 18. század végén a gazdasági romanticizmus egyik képviselője, Adam Müller is.
Neumann János (1903–1957) matematikus, matematikai fizikus, a számítástudomány megteremtője ösztöndíjasként ment Göttingenbe, ahol a Bolyai-díjas David Hilbert munkatársa lett. De itt tanult Bolyai Farkas is 1796 és 1799 között, és itt kötött életre szóló baratságot Gauss-szal.

## Városrészek

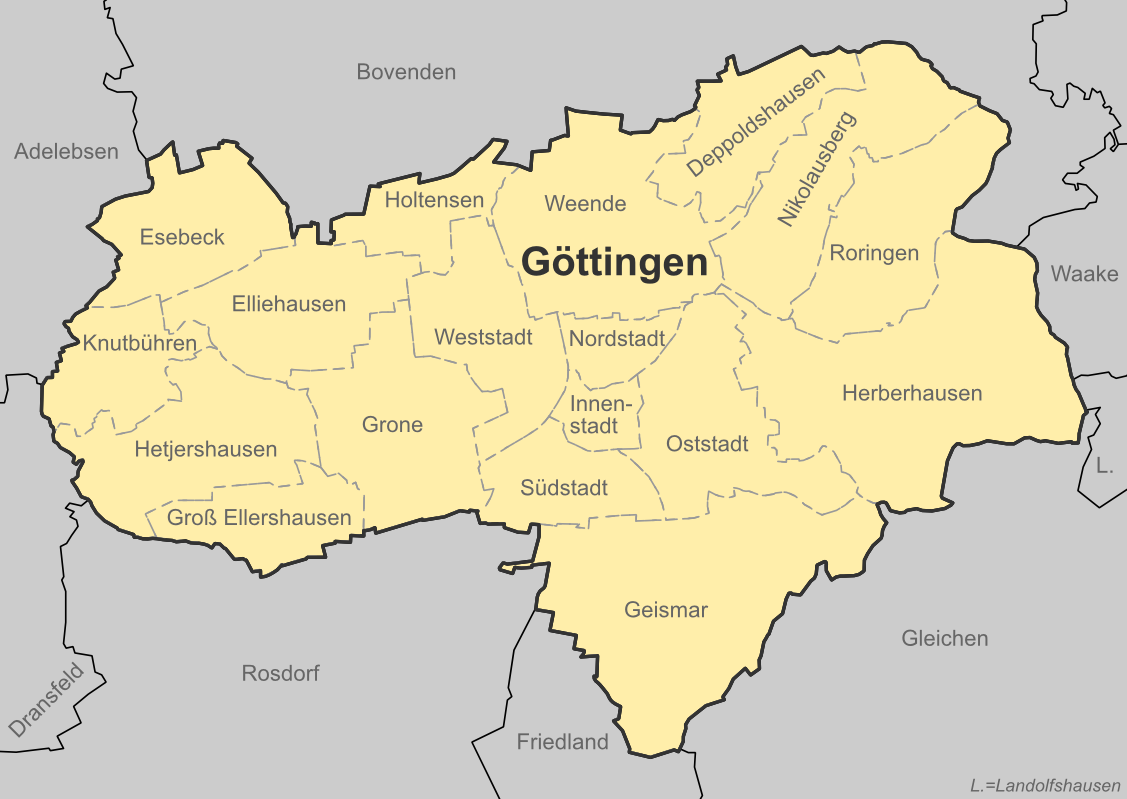

A 18 kerület:
- Deppoldshausen
- Esebeck
- Elliehausen
- Geismar
- Grone
- Groß Ellershausen
- Herberhausen
- Hetjershausen
- Holtensen
- Innenstadt
- Knutbühren
- Nikolausberg
- Nordstadt
- Oststadt
- Roringen
- Südstadt
- Weende
- Weststadt

## Kultúra

### Színházak
- Deutsches Theater Göttingen
- Junges Theater Göttingen
- Theater im OP

### Múzeumok
- Städtisches Museum – Városi múzeum
- Kunstsammlung der Universität – Egyetemi képzőművészeti gyűjtemény
- Archäologische Sammlungen der Universität – Egyetemi archeológiai gyűjtemény
- Karzer der Universität (történelmi graffiti)
- Zoologische Sammlungen der Universität – Egyetemi zoológiai gyűjtemény
- Bismarck-Häuschen am Wall – Bismark-ház
- Museum der Göttinger Chemie – Göttingeni vegyészeti múzeum
- Stadtarchiv – Városi levéltár

## Oktatás
- Georg-August-Universität Göttingen – Göttingeni Egyetem
- Hochschule für angewandte Wissenschaft und Kunst – Tudomány és művészetek főiskolája
- Private Fachhochschule Göttingen – Göttingeni magánfőiskola
- Fachhochschule im DRK – Szakfőiskola
- Berufsakademie Göttingen – Szakmák Akadémiája
- Verwaltungs- und Wirtschafts-Akademie Göttingen – Jogi és Gazdasági Akadémia
- Volkshochschule Göttingen – Göttingeni Népfőiskola

## Itt születtek, itt éltek

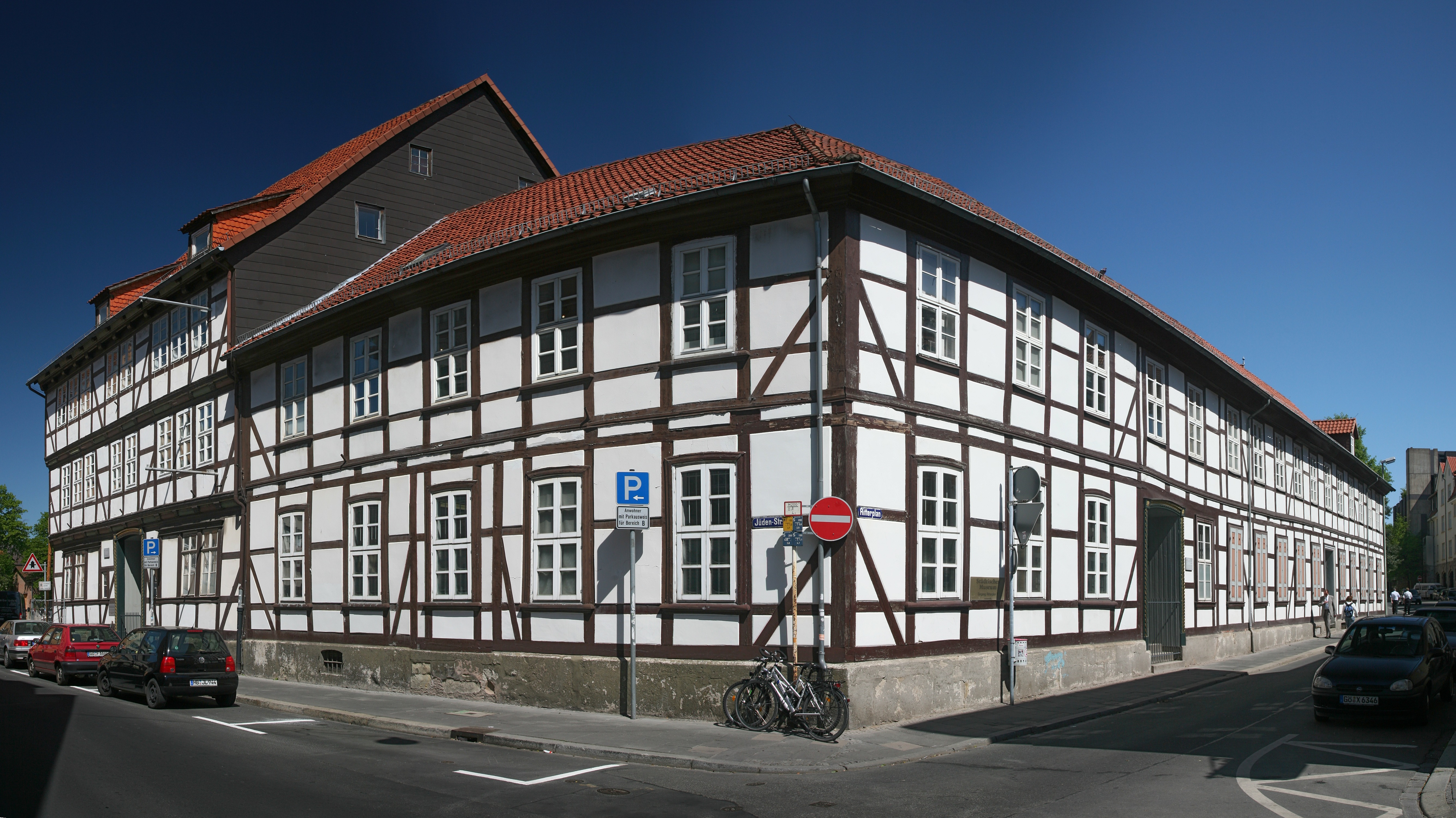
Városi múzeum

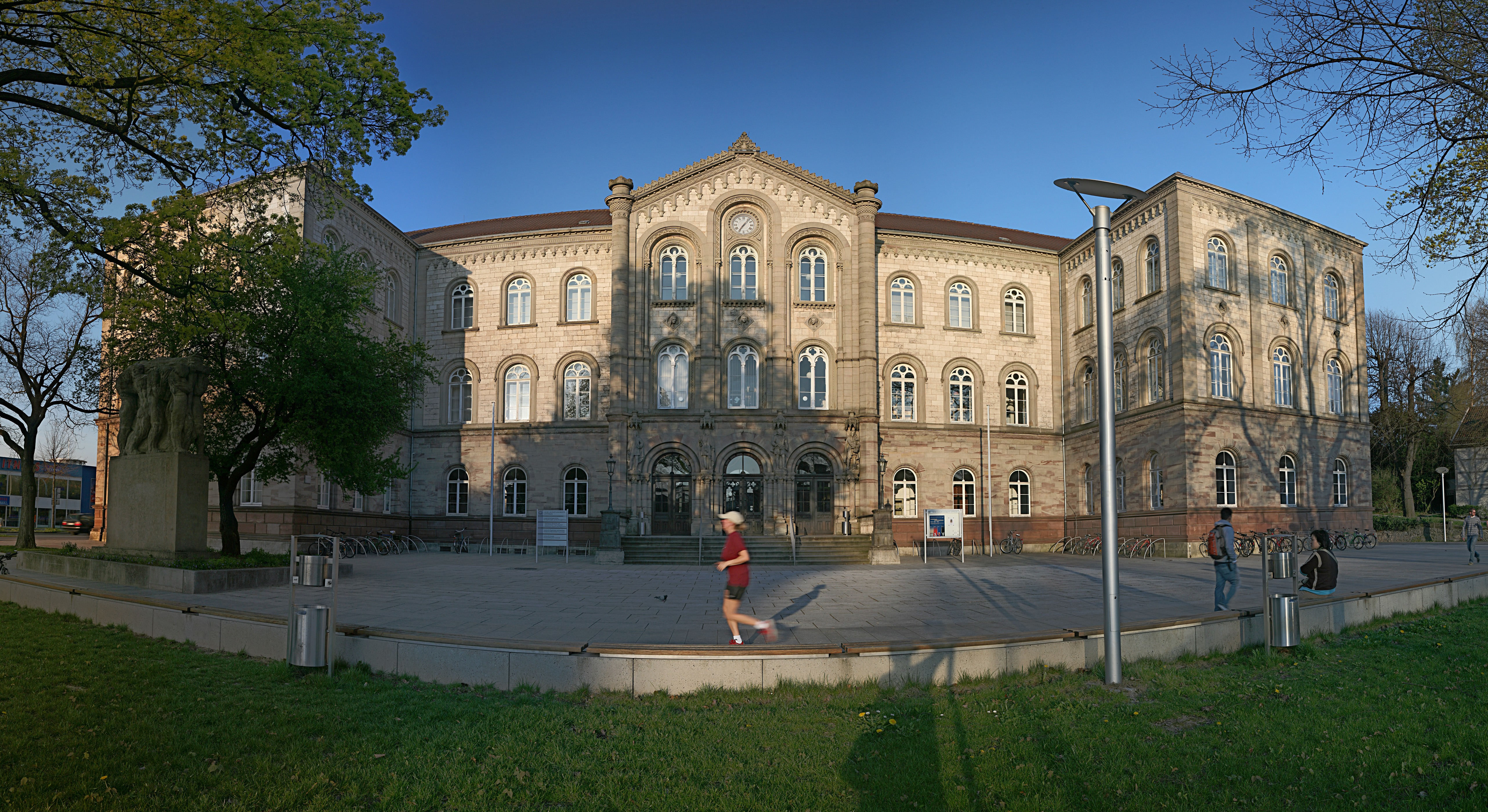
Auditorium maximum

A kultúrtörténeti emlékekben rendkívül gazdag városban a német irodalom számos nagy alakja töltött hosszabb-rövidebb időt; kiváló tudósok jártak egyetemére:
- Heinrich Heine – egy ideig az itteni egyetemen tanult.
- Moritz Heyne – német nyelvész, a göttingeni egyetem tanára 1883-tól; itt hunyt el 1906-ban.
- Wilhelm von Humboldt – a göttingeni egyetemen hallgatott jogot és filológiát.
- Alexander von Humboldt – Wilhelm von Humboldt testvére ugyancsak az itteni egyetemen tanult.
- Jakob Grimm és Wilhelm Grimm 1820 és 1837 között itt élt a városban.
- Max Planck (1858–1947) – a kvantumelmélet kidolgozója itt nyugszik a városban.

## Közlekedés

### Közúti közlekedés
A várost érinti az A7-es autópálya.

## Testvértelepülések
- Egyesült Királyság Cheltenham 1951
- Lengyelország Toruń 1978
- Franciaország Pau 1982
- Németország Lutherstadt Wittenberg 1988
- Nicaragua La Paz Centro 1989